# أركيو ليماني (كورينثيا)

أركيو ليماني (Αρχαίο Λιμάνι) هي مدينة في كورينثيا في مقاطعة كينتريكي إلادا في اليونان.
يبلغ عدد سكانها حوالي 724   نسمة.